# محلة أحمد
قرية محلة احمد هي إحدى القرى التابعة لمركز كوم حمادة في محافظة البحيرة في جمهورية مصر العربية. حسب إحصاءات سنة 2006، بلغ إجمالي السكان في محلة احمد 5068 نسمة، منهم 2621 رجل و2447 امرأة.

## التاريخ
قرية محلة أحمد من القرى القديمة، حيث وردت بهذا الاسم في قوانين ابن مماتي وفي تحفة الإرشاد من أعمال حوف رمسيس، وفي التحفة السنية لابن الجيعان في أعمال البحيرة.